# Хинь
Хинь — исчезнувший населённый пункт в Боханском районе Иркутской области России, на территории муниципального образования «Казачье».

## Географическое положение
Населённый пункт располагался в 2 километрах от реки Ангары на правом её берегу.

## Инфраструктура
Ранее в Хине находились правление колхоза «Заветы Ильича», машинный двор и зерноток, в животноводческих фермах содержалось 200 дойных голов коров, около 500 голов телят, а также была свиноводческая ферма. Функционировала начальная школа с четырёхлетним обучением, магазин.

## История
На 1901 год существовал выселок Хинь, входивший в Идинское сельское общество. В это время в населённом пункте насчитывалось 86 жителей (49 мужчин и 37 женщин). В 1976 году деревня Хинь была признана «неперспективной», и местные жители стали её покидать. К 2000 году от этого населённого пункта остались только развалины.

## Исторические реликвии
В исторических источниках, в частности в книге «История земли иркутской», упоминаются захоронения в Хиньской пади: 

Захоронения в падях Хиньской и Частые имели общие черты: покойники лежали на спине в вытянутом положении головой на север или северо-восток. Ритуальная каменная кладка над погребениями говорит о том, что в этот период у человека складывается круг представлений о душе и загробной жизни. Эти погребальные обычаи нашли яркое выражение в неолитических могильниках на Ангаре и Лене.

## Известные личности
- Аникин, Валерий Евгеньевич — заместитель руководителя Республиканского агентства гражданской обороны и чрезвычайных ситуаций Республики Бурятия (родился 12 октября 1961 года в с. Хинь Боханского района Иркутской области).
- Огородников, Петр Анатольевич — главный федеральный инспектор в Иркутской области (родился 12 апреля 1955 года в деревне Хинь Боханского района Иркутской области).